# Frans Simons
Frans Simons SVD (* 30. Juli 1908 in Tegelen; † 28. Januar 2002) war ein in Indien tätiger römisch-katholischer Bischof.
Simons trat 1932 der Ordensgemeinschaft der Steyler Missionare bei. Am 15. Mai 1952 wurde er zum ersten Bischof des neuen Bistum Indore ernannt und erhielt schließlich am 6. August desselben Jahres die Bischofsweihe. Das Bistum war aus der von 1935 bis 1951 bestehenden gleichnamigen Apostolischen Präfektur hervorgegangen. Am 26. Juni 1971 trat Simons von seinem Amt als Bischof zurück.